# 罗塞尔学校
罗塞尔学校（英語：Rossall School）是一所英國男女共学的独立学校，位於兰开夏郡的克利夫利斯與弗利特伍德之間。1844年圣文森特·比奇創建了罗塞尔学校，與提前一年創建的莫尔伯勒学院是姊妹校。

## 外部連結
- 官方网站
- 维基共享资源上的相關多媒體資源：罗塞尔学校